# Ga Bảo Hà
Ga Bảo Hà là một nhà ga xe lửa tại xã Bảo Hà, huyện Bảo Yên, tỉnh Lào Cai. Nhà ga là một điểm của đường sắt Hà Nội - Lào Cai và nối với ga Lang Thíp với ga Thái Văn.